# Ben Bard
Ben Bard (26 de enero de 1893 – 17 de mayo de 1974) fue un actor cinematográfico y teatral estadounidense, dedicado también a la enseñanza de la interpretación. 
Nacido en Milwaukee, Wisconsin, trabajó a menudo con el humorista Jack Pearl interpretando un dúo cómico en el género del vodevil. Bard dirigió una academia de interpretación en Hollywood llamada Ben Bard Drama. Se casó con la actriz de los seriales cinematográficos Ruth Roland en 1929, matrimonio que duró hasta el fallecimiento de ella en 1937. 
Bard fue contratado para trabajar como protagonista por la Fox Film Corporation, pero finalmente fue elegido para hacer papeles de "duro elegante"—un tipo con una conversación tranquila, bien vestido y con un lado oscura. 
Jackie Lynn Taylor, actriz de las películas de Our Gang, fue su esposa entre 1948 y 1954. Más adelante, en la década de 1950, Bard fue jefe del departamento de nuevos talentos de 20th Century Fox. 
Ben Bard falleció en Los Ángeles, California, en 1974. Fue enterrado junto a Ruth Roland en el cementerio Forest Lawn Memorial Park, en Glendale (California). 